# Ludovick Minde
Ludovick Joseph Minde (ur. 9 grudnia 1952 w Kibosho) – tanzański duchowny katolicki, biskup diecezjalny Moshi od 2019.

## Życiorys
W 1979 wstąpił do stowarzyszenia życia apostolskiego Opus Spiritus Sancti i tam złożył profesję wieczystą 11 grudnia 1985. Studiował filozofię i teologię odpowiednio w Kibosho oraz w Dar es Salaam. Uzyskał ponadto tytuł doktora biblistyki na Papieskim Uniwersytecie Urbaniana.
Święcenia kapłańskie otrzymał 26 czerwca 1986. Przez dwa lata pracował jako asystent w domu formacyjnym swego stowarzyszenia w Sabuko, następnie działał jako wikariusz w diecezji Shinyanga. Po studiach w Rzymie pracował w kierownictwie stowarzyszenia, zaś w 1998 został asystentem moderatora.
24 kwietnia 2001 papież Jan Paweł II mianował go biskupem diecezjalnym Kahamy. Sakry udzielił mu 5 sierpnia 2001 metropolita Dar-es-Salaam - kardynał Polycarp Pengo.
2 grudnia 2019 papież Franciszek mianował go biskupem diecezji Moshi.